# World Championship Tennis Finals 1985
World Championship Tennis Finals 1985, oficiálně se jménem sponzora Buick WCT Finals 1985, byl patnáctý ročník tenisového turnaje WCT Finals, pořádaný jako jedna ze čtyř událostí World Championship Tennis, hraných po tříletém období opět v rámci okruhu Grand Prix. Probíhal mezi 8. až 15. dubnem na koberci dallaské haly Reunion Arena.
Na turnaj s rozpočtem 500 000 dolarů se potřetí kvalifikovalo dvanáct nejlepších tenistů z předchozích akcí World Championship Tennis. Druhou dallaskou trofej získal Čech Ivan Lendl po třísetovém finálovém vítězství nad americkým tenistou Timem Mayottem. Připsal si tak třetí titul v probíhající sezóně a celkově čtyřicátou osmou trofej kariéry.

## Finále

### Mužská dvouhra
- Ivan Lendl vs.  Tim Mayotte, 7–6, 6–4, 6–1